# L'Hemisfèric

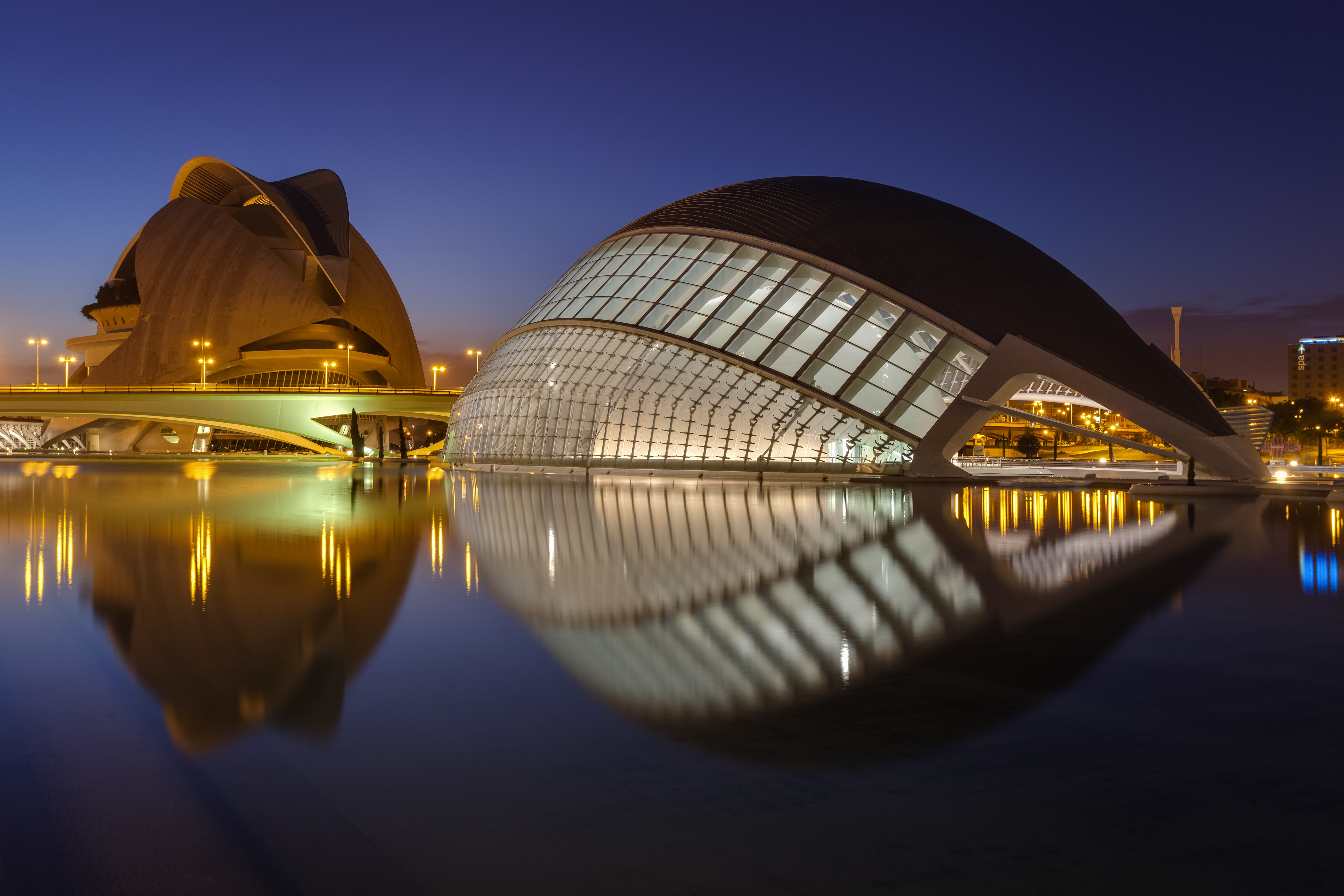
L'Hemisfèric

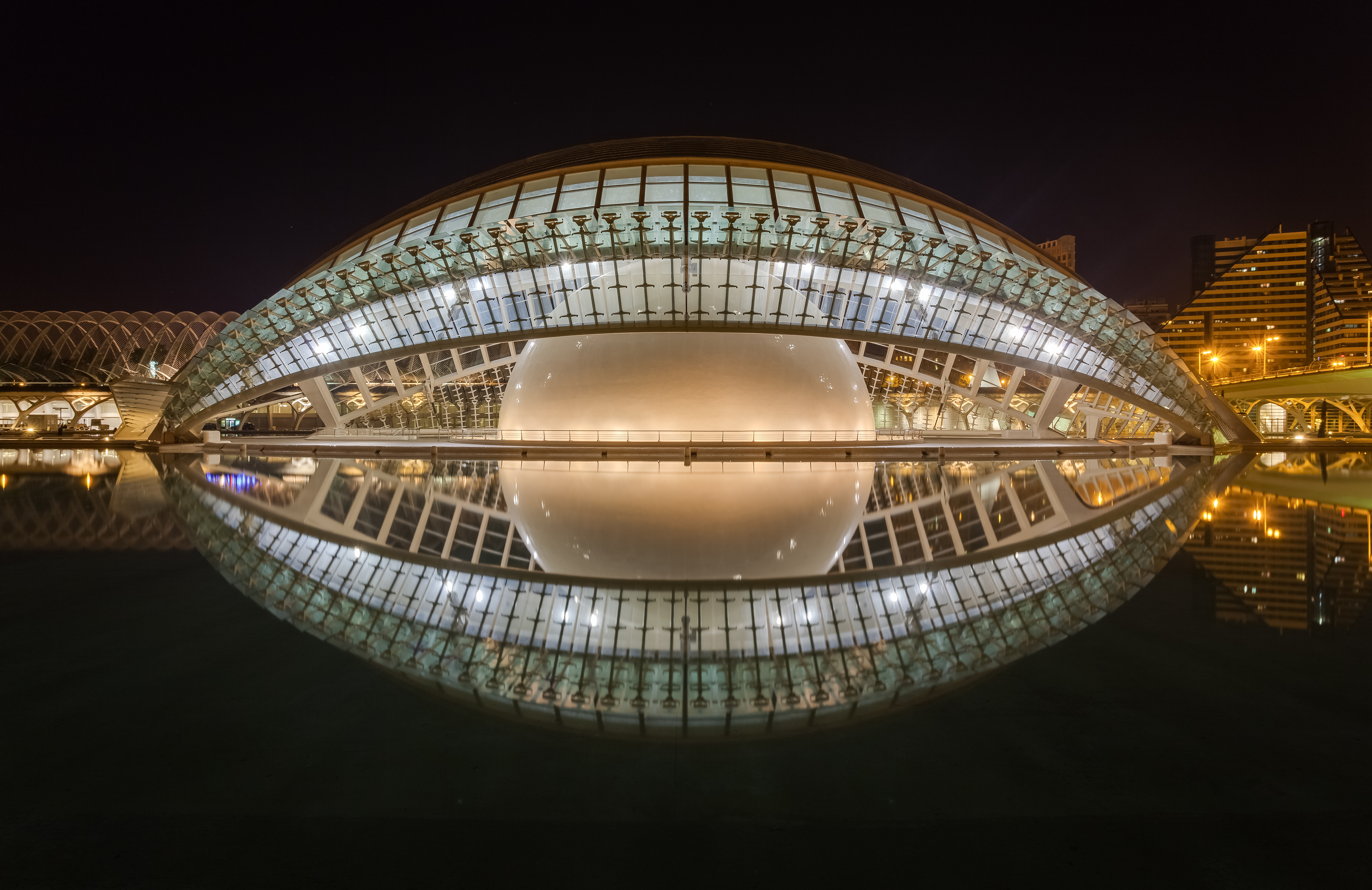

L'Hemisfèric (španělsky El Hemisférico) je prostorové kino IMAX, které se nachází ve španělské Valencii v areálu Města umění a věd (katalánsky Ciutat de les Arts i les Ciències). Budovu navrhl španělský architekt Santiago Calatrava a byla postavena v roce 1998 jako první z celého komplexu. Kino bylo veřejnosti otevřeno 16. dubna 1998. V kině jsou promítány zejména filmy s astronomickou, historickou a biologickou tematikou.

## Popis
L'Hemisfèric tvarem připomíná obrovskou lasturu vystupující z vodní plochy o rozměrech 1300×200 m. Odrazem ve vodě a znásobenou velikostí se mění na lidské oko, uvnitř kterého kopule kina IMAX představuje zorničku chráněnou monumentálním „víčkem“ z ocele a skla o průměru 32 m, které se podle potřeby otvírá a zavírá. Tím reguluje proudy návštěvníků směřujících dovnitř.
Uvnitř budovy se nachází sál, který je se svými 900 m² největším kinem svého druhu ve Španělsku. Promítání je zajištěno počítačem ovládaným systémem astronomické projekce, který ukazuje celou nebeskou oblohu a její tělesa na ploše o průměru 24 m se sklonem 30°. Nespočetné možnosti osvětlení, barev a pohybů umožňuje vytvořit zcela výjimečné představení s využitím množství speciálních efektů na dokreslení astronomických jevů. K tomu slouží navíc 48 diaprojektorů, čtyři videoprojektory a nejnovější akustický systém. Do chodby ve spodním podlaží lemovaném arkádou s betonovými oblouky, která podepírá střechu, byly umístěny prodejny, restaurace a další služby.